# Скрипник Олександр Миколайович (військовик)
Олекса́ндр Микола́йович Скри́пник — солдат Збройних сил України, місце дислокації частини в мирний час — Житомирська область.

## Нагороди
26 липня 2014 року — за особисту мужність і героїзм, виявлені у захисті державного суверенітету та територіальної цілісності України, вірність військовій присязі під час російсько-української війни, відзначений — нагороджений орденом «За мужність» III ступеня.